# Tríptico de Vršac
Siembra, cosecha y mercado (serbio latino: Žetve, berbe i pijaca; serbio cirílico: Жетве, бербе и пијаца), conocido popularmente como tríptico de Vršac (Vršački triptih; Вршачки триптих), es una pintura al óleo de tres paneles del realista serbio Paja Jovanović, quien no nombraba sus pinturas sino que lo dejaba a disposición del lugar donde se exhibieran. Pintada alrededor de 1895, muestra las interacciones cotidianas de los habitantes de Vršac, una ciudad donde confluían diferentes etnias y religiones en el Banato, una región del Imperio austrohúngaro del cual era originario Jovanović. La pintura fue un encargo del ayuntamiento de Vršac de 1895 para la Exhibición del Milenio de Budapest del año siguiente, y hoy por hoy hace parte de la colección permanente del Museo de la Ciudad de Vršac.
El panel central del tríptico mide 200 × 200 cm, mientras que los laterales miden 200 × 100 cm cada uno. El de la izquierda muestra una escena de un mercado; el del medio a campesinos recolectando uvas en una fila de vides; y el de la derecha a un granjero que afila su guadaña mientras otros dos trabajan en el fondo. La intención original del tríptico era que fuera mostrado junto a otra obra de Jovanović, Migración de los serbios, que había sido un encargo del Patriarcado de Karlovci; no obstante, debido a la insatisfacción del patriarca respecto del resultado y su insistencia en rehacerla de acuerdo a su gusto, el tríptico de Vršac fue el único enviado a Budapest, ya que el autor no pudo hacer a tiempo las correcciones que le habían sido solicitadas para Migración de los serbios. Finalmente, el tríptico fue aclamado en la exposición y a Jovanović se le galardonó con una medalla de oro por su obra, con críticas que elogiaban su maestría en plenairismo.

## Antecedentes

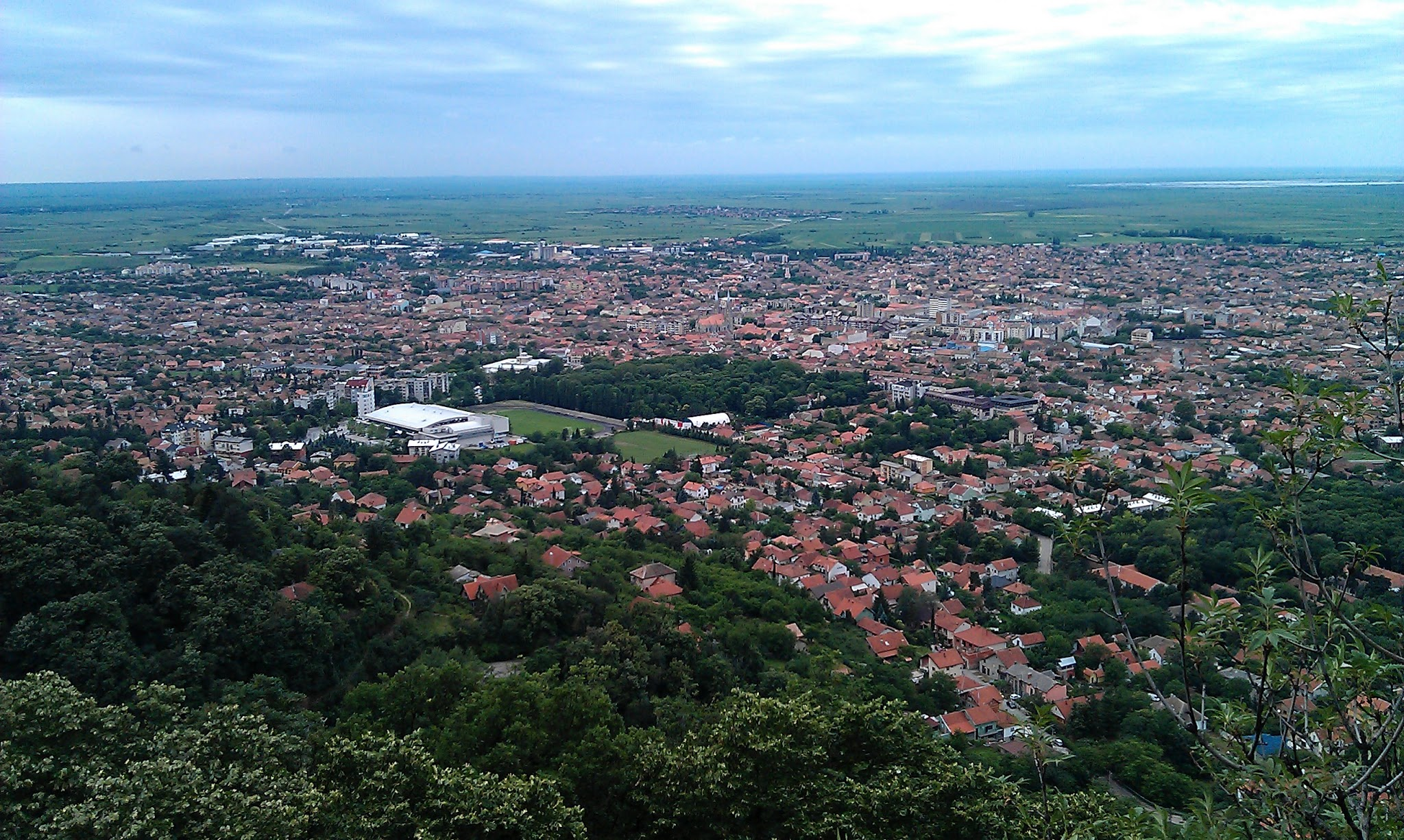
Vista de Vršac, en el distrito de Banato del Sur, en 2012

El realista Paja Jovanović (1859–1957) fue uno de los pintores serbios más exitosos de los siglos xix y xx, y era natal de Vršac, entonces parte de la región del Banato bajo administración húngara en Austria-Hungría, que tenía una población mixta de serbios, húngaros y alemanes. La mayor parte de estos serbios eran descendientes de los migrantes del siglo xiv que huían del avance otomano tras la batalla de Kosovo de junio de 1389. Tanta diversidad cultural y étnica aseguró la reputación de la ciudad en cuanto a ilustración cultural y prosperidad se refiere.
Las habilidades artísticas de Jovanović fueron notadas desde la niñez y fomentadas por su padre, un fotógrafo profesional, quien le incitó a hacer réplicas de retratos e imágenes religiosas de autores tales como Pavel Đurković, Jovan Popović y Arsenije Teodorović; a tal punto que las primeras copias de las obras de arte alcance de Jovanović en Vršac atrajeron la atención hacia él y lo condujeron hacia una carrera en bellas artes. Ya en su adolescencia, el artista había observado a las personas de los campos de Vršac y sus costumbres, por lo que llegó a compilar bosquejos de estructuras tanto naturales como artificiales dentro y fuera de la ciudad; Mientras estudiaba, se le encargó la realización de una serie de bosquejos preparatorios para la torre del campanario de la iglesia principal de su ciudad natal.
De 1877 a 1882, Jovanović perfeccionó sus habilidades artísticas en la Academia de Bellas Artes de Viena, estudiando con docentes de la talla de Christian Griepenkerl y Leopold Müller. A principios de su carrera se enfocó en obras orientalistas, que gozaban de una gran demanda en su época, basadas en sus experiencias en los Balcanes, el Medio Este y el norte de África, asegurando así su fama entre los conocedores del arte en Occidente. A finales de la década de 1880, Jovanović centró su atención en la pintura de historia, retratando imágenes de la historia de los serbios tales como La insurrección de Takovo (1888). Sin embargo, su reputación como un orientalista significó que era más conocido por sus obras de ese estilo en la primera década de su carrera como artista profesional.

## La pintura
Desde principios de la década de 1890, los oficiales húngaros anunciaron sus planes para una Exhibición del Milenio de Budapest a celebrarse en 1896, con el propósito de conmemorar los mil años de la conquista húngara de la llanura carpática, así como reafirmar la «legitimidad nacional y territorial» de Hungría y el «derecho nacional e histórico» de las áreas que habitaron los húngaros. Dicha exhibición se llevaría a cabo en el parque de la Ciudad, con exposiciones divididas en doce áreas distintas, una de ellas dedicada a las artes visuales, para la cual se construyeron diferentes pabellones que mostraban los logros culturales e industriales de los pueblos no húngaros que vivían en territorios que administraban dentro del Imperio, incluyendo uno para los serbios. En 1895, la administración de Vršac contrató a Jovanović para que pintara una composición de la ciudad a fin de exhibirla en Budapest, por lo que el tríptico de Vršac se convirtió en una de las dos composiciones que el autor creó para tal efecto, junto con Migración de los serbios, un encargo del Patriarcado con sede en Sremski Karlovci, que había sido el centro político de la Iglesia ortodoxa serbia durante el dominio de los Habsburgo a finales del siglo xvii, el cual finalmente no fue exhibido. En cuanto al tríptico, hay fuentes que sugieren que fue un encargo del Patriarcado; no obstante, un artículo de la publicación Zastava, con sede en Novi Sad, fechado en 1895, sostiene que la pintura fue un encargo del ayuntamiento.
Originalmente, la composición que representaría a Vršac en la Exhibición iba a mostrar al héroe popular Janko Halabura luchando contra los turcos, idea que le gustó al pintor; sin embargo, los miembros del concejo cambiaron de opinión y le solicitaron que su composición mostrara el día a día de los habitantes de la ciudad. Durante la creación del tríptico, Jovanović debió visitar la ciudad en diversas ocasiones para hacer borradores de las personas y las estructuras. El tríptico demostró ser una empresa particularmente difícil, y la firme comprensión de Jovanović en el panel y la pintura mural medievales occidentales fue de gran importancia. Antes, Jovanović había sido el destinatario de diversos encargos por parte de iglesias que le solicitaban pinturas de múltiples secciones, aunque no de la misma longitud que le encargaban a sus contemporáneos, como Uroš Predić. Cada escena necesitaba conectarse sin inconvenientes con las demás, y Jovanović se enfrentó al reto de pintar diferentes figuras enfrascadas en acciones que requerían una definición precisa. Para lograrlo, el pintor dibujó cada figura, cada paisaje y los paneles por sí mismos a fin de lograr una unidad en su composición. Para garantizar la luz natural, Jovanović pintó el tríptico fuera de su estudio, al aire libre, y le tomó cerca de diez meses terminarlo.
De izquierda a derecha, el primer panel muestra a los aldeanos y habitantes de la ciudad (serbios, húngaros y alemanes) reunidos en la plaza principal para vender o comprar productos, o simplemente conversar. La escena se sitúa alrededor de la media mañana, y ocurre con unos edificios encalados como fondo, entre los cuales es visible la iglesia principal. Todas las figuras visten trajes que usan sus compatriotas tradicionalmente, lo que facilita la diferenciación de su etnia. En palabras de Lilien Filipovitch-Robinson, profesional en historia del arte, "interactúan con facilidad" y "un aura general de buena voluntad envuelve la escena". El panel central muestra a un grupo de campesinos en una zona rural tomando uvas desde una fila de vides; y finalmente el panel de la derecha muestra a los aldeanos cosechando trigo maduro: dos figuras están inclinadas en el fondo con sus hoces en mano, mientras que una tercera afila su guadaña en primer plano. La firma del artista, Joanowits P, se encuentra en la esquina inferior derecha del panel central.

## Recepción y legado

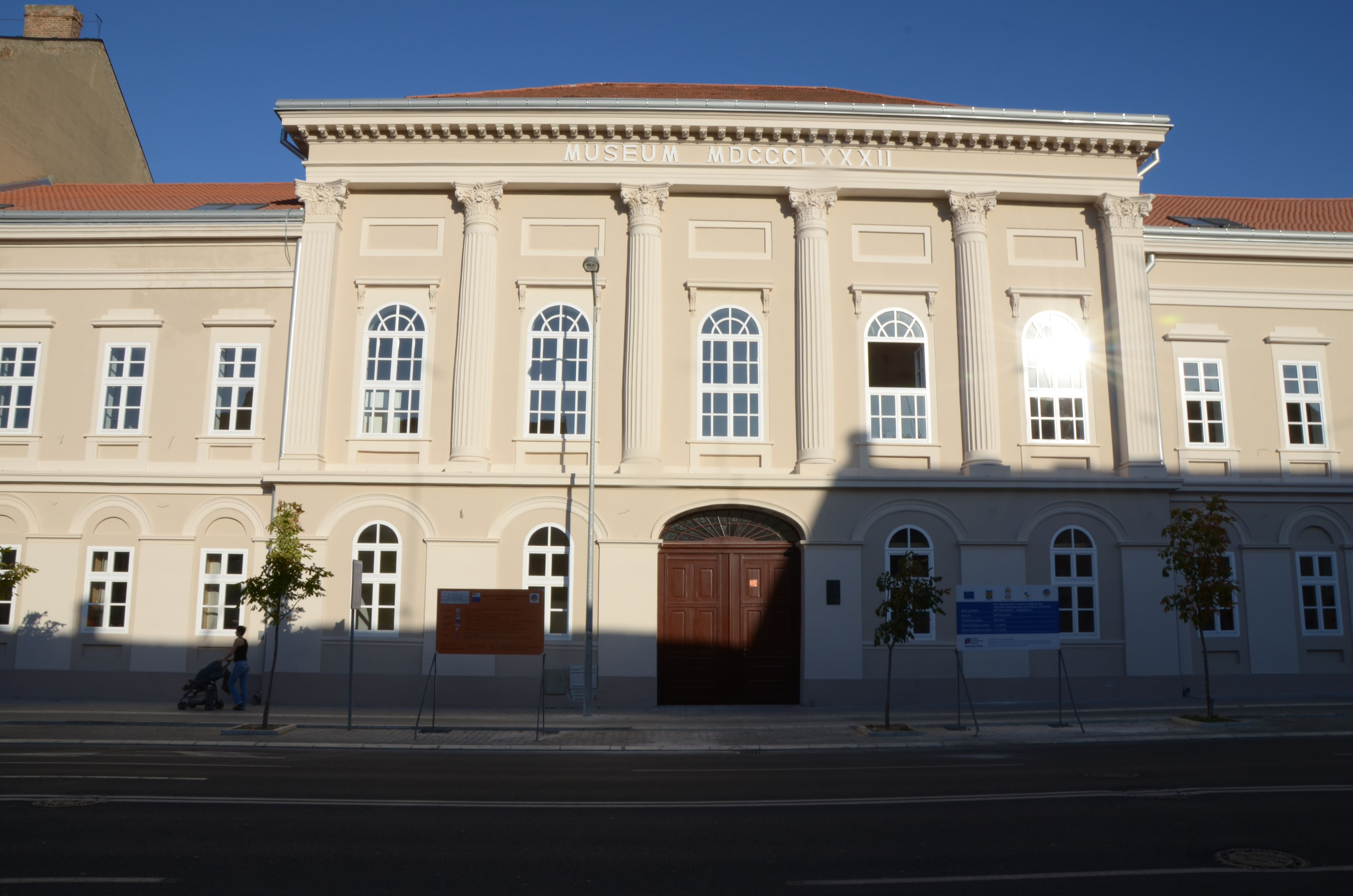
Fachada del museo de Vršac, en donde se expone el tríptico

Aunque el tríptico fue concebido inicialmente para ser expuesto junto a Migración de los serbios, terminó siendo la única pintura de Jovanović que se envió a Budapest. El patriarca de Karlovci, Jorge I estaba insatisfecho con el resultado del cuadro que le había encomendado debido a que, en su opinión, hacían falta varios cambios para que se ajustase a la visión que la Iglesia tenía de la migración; por lo cual Jovanović tuvo que regresar a su estudio para crear una pintura nueva a gusto del patriarca, cambios que se ejecutaron con relativa rapidez aunque no a tiempo para la Exhibición. Por ello, únicamente el tríptico de Vršac llegó a Hungría, donde fue mostrado como parte del pabellón de arte y recibió la aclamación de la crítica, hasta tal punto que el comité artístico lo consideró como la mejor obra del evento y se galardonó a Jovanović con una medalla de oro. En particular, el jurado notó la habilidad del pintor en el plenairismo. "Entre sus amigos", escribió uno de los revisores, "Jovanovićes un verdadero maestro de la pintura precisa. En esta ocasión utilizó el plein air y mostró tanta habilidad que sus pinturas pueden ser verdaderamente usadas como ejemplo para generaciones más jóvenes".
Un diario de viaje publicado en la Yugoslavia de la década de 1920 describe el tríptico como una muestra de la "solidaridad de varias naciones" y un ejemplo del cosmopolitismo y diversidad del Banato. "Los grandes artistas nunca son de mente estrella o chauvinistas", continúa, "y las pinturas de Jovanović son un buen ejemplo de eso". El tríptico continúa siendo popular debido a que muestra la diversidad y cosmopolitismo del pasado de Voivodina, que declinó significativamente tras la Segunda Guerra Mundial y la consecuente expulsión de la población étnicamente alemana de la zona; lo cual conlleva a que el observador note la ironía del tríptico que muestra y celebra la diversidad coexistente en Vršac dado que lo improbable que es encontrar allí a los descendientes de los alemanes de entonces. No obstante, la ciudad aún posee una población medible de rumanos y húngaros de acuerdo a datos que arrojó el censo serbio de 2011. En 1896, el artista le regaló los tres paneles al museo de la ciudad, donde permanece desde entonces, catalogado con el número de inventario 168.